# Бейкер, Ричард
Ричард Бейкер (англ. Richard Baker, полное имя L. Richard Baker III) — американский прозаик, гейм-дизайнер и автор художественных произведений в жанре фэнтези, наиболее известный благодаря своему вкладу в Dungeons & Dragons.

## Биография
Ричард Бейкер родился во Флориде и вырос в Нью-Джерси. В 1988 г. он окончил Политехнический университет Виргинии. Затем Бейкер поступил на службу в военно-морской флот США и в течение трёх лет служил младшим офицером на десантном корабле «Tortuga», после чего вышел в отставку в звании лейтенанта. Бейкер женился на своей знакомой по колледжу, Ким Рорбах (Kim Rohrbach).
Когда Бейкер начал искать новое занятие, он нашёл работу в TSR, Inc. «Я играл в AD&D с 1979 г.», — вспоминает писатель. — «Когда я решил демобилизоваться с флота, то отправил резюме в TSR, не слишком рассчитывая на результат. Мне прислали тестовое задание, которое я выполнил достаточно хорошо и был приглашён на собеседование в сентябре 1991 г. До этого я никогда не публиковался, но они тем не менее меня наняли».
С начала работы в TSR Бейкер в той или иной степени соприкоснулся со всеми линейками игровых продуктов компании. К 1998 г. он стал автором и соавтором более чем тридцати книг и большого количества статей в журналах. Он участвовал в создании сеттингов Spelljammer, Forgotten Realms, Planescape, Ravenloft и Birthright; книга «Birthright Campaign Setting» была удостоена премии Origins Award 1995 г. в номинации «Лучшее новое игровое приложение». Бейкер также руководил разработкой серии книг «Player’s Option» для AD&D. Кроме фэнтези, Бейкер принимал участие в создании научно-фантастической игры «Alternity» (совместно с Биллом Славичеком) и сеттингов Star*Drive и Dark*Matter для неё. К концу работы в TSR Бейкер был креативным директором по «Alternity». Он также написал несколько художественных произведений по различным сеттингам.
После покупки TSR компанией Wizards of the Coast Бейкер продолжил работу в качестве креативного директора по Forgotten Realms, принимая участие в создании третьей редакции данного сеттинга. В этот период он написал такие книги, как «Unapproachable East», «Player’s Guide to Faerun», «Complete Arcane», «Lords of Madness» и другие, а также приключение «Red Hand of Doom». На форумах сайта WotC Бейкер вёл постоянные темы «Ask Richard Baker» и «Ask the Core Rules and Supplement Authors». В настоящее время он продолжает работать в WotC.

### Сеттинг Forgotten Realms
- Magic of Faerûn (2001)
- Lords of Darkness (2001)
- Forgotten Realms Campaign Setting (2001)
- Lords of Darkness (2001)
- Unapproachable East (2003)
- Races of Faerûn (2003)
- Races of Faerûn (2003)
- Unapproachable East (2003)
- Underdark (2003)
- Player's Guide to Faerûn (2004)

### Сеттинг Dark-Sun
- Valley of Dust and Fire (1992)
- Dragon's Crown (1993)
- Merchant House of Amketch (1993)
- The Will and the Way: Psionicists of Athas (1994)

### Прочие сеттинги Dungeons & Dragons
- Spells & Magic
- Planescape Monstrous Compendium II (Planescape) (1999)
- The Forge of Fury (2000)
- Complete Arcane
- Tome of Battle
- Red Hand of Doom

### Художественные произведения
- The Adventures
  - The Shadow Stone (1998)
- Double Diamond Triangle Saga
  - Easy Betrayals (1998)
- Star*Drive
  - Zero Point (1999)
- Birthright
  - The Falcon and the Wolf (2000)
- The Cities
  - The City of Ravens (2000)
- War of the Spider Queen (Роберта Сальваторе)
  - Condemnation (2003)
- The Last Mythal
  - Forsaken House (2004)
  - Farthest Reach (2005)
  - Final Gate (2006)
- Blades of Moonsea
  - The Swordmage (2008)
  - Corsair (2009)
  - Avenger (2010)